# ボルゴラット・モルモローロ
ボルゴラット・モルモローロ（伊: Borgoratto Mormorolo）は、イタリア共和国ロンバルディア州パヴィーア県にある、人口約400人の基礎自治体（コムーネ）。

## 地理

### 位置・広がり

#### 隣接コムーネ
隣接するコムーネは以下の通り。
- ボルゴ・プリオーロ
- コッリ・ヴェルディ (ルイーノ)
- フォルトゥナーゴ
- モンタルト・パヴェーゼ

### 気候分類・地震分類
気候分類では、zona F, 3053 GGに分類される。
また、イタリアの地震リスク階級 (it) では、zona 3 (sismicità bassa) に分類される
。

## 行政

### 分離集落
ボルゴラット・モルモローロには、以下の分離集落（フラツィオーネ）がある。
- Boiolo, Braglia, Cà Bernocchi, Gabbione, Illibardi, Inveriaghi, Zebedo